# Lexa Bibi
Lexa Bibi (Vanuatu, 16 de abril de 1978) es un exfutbolista de Vanuatu que jugaba en la posición de defensa.

## Carrera

### Club
| Periodo   | Club         |
| --------- | ------------ |
| 2000-2003 | Tupuji Imere |
| 2004-2012 | Siaraga FC   |

### Selección nacional
Jugó para Vanuatu en 28 ocasiones de 2002 a 2004 y anotó dos goles; participó en tres ediciones de la Copa de las Naciones de la OFC y en los Juegos del Pacífico Sur de 2003.

## Logros
- Copa LBF (1): 2002